# Nocticola termitophila
Nocticola termitophila es una especie de cucaracha del género Nocticola, familia Nocticolidae. Fue descrita científicamente por Silvestri en 1946.
Habita en Vietnam.